# Кмита, Ян (каштелян)
Ян «Носек» Кмита из Собеня (пол. Jan Kmita (Nosek); ? — 1458/1460) — государственный и военный деятель Королевства Польского, каштелян пшемысльский (1448) и львовский (1449).

## Биография
Представитель полького шляхетского рода Кмита герба «Шренява». Сын Николая Кмиты, каштеляна пшемысльского, и Малгожаты Курозвенцкой. Впервые упоминается в 1438 году, когда судился в Саноке. В то же время, становится сторонником руситского движения в Польше. В 1439 году присоединился к гуситской конфедерации Спытка из Мельштына. 4 мая того же года участвовал в битве под Гротниками, где польские гуситы потерпели поражение. После этого долгое время не занимал ни одной из придворных должностей.
Совместно с отцом занимался имущественными вопросами в Саноцком старостве. При этом продолжил контакты с представителями гуситов, в частности Яном Куропатвой, подкоморием люблинским, Яном Загоржаном, каштеляном завихойским, Станиславом Пенязкой, старостой краковским. Во время бескоролевья вместе с ними и другими союзниками пытался повлиять на будущего короля Казимира Ягеллончика по расширению прав шляхты и религиозной терпимости.
Между 1447 и 1449 годами женился на представительнице рода Вонтробков-Стшелецких, получив немалое приданое в Люблинском и Сандомирском воеводствах. В 1448 году получил должность каштеляна пшемысльского, а в 1449 году — каштеляна львовского. На этих должностях сопровождал Казимира IV в поездке по Русскому воеводству и Подолью.
В 1451 году Ян Кмита участвовал в конфликте Польского королевства с Великим княжеством Литовским из-за Волыни. В том же году он участвовал в обороне земель Русского воеводства от нападений татар и молдаван. Был участником краковского сеймика, где обсуждалось присоединение Подолья и Волыни к Польше. В 1453 году был одним из посланников в Молдавском княжестве. В 1456 году вел судебный спор по имениям Бахир и Собень с племянниками Николаем и Станиславом. Умер 2 июня 1458 или 29 апреля 1460 года.

## Семья
Жена — Марта Бахова из рода Вонтробков-Стшелецких.
Дети:
- Ян Кмита (? — 1484)
- Петр Кмита (ок. 1442—1505), краковский воевода
- Николай Кмита (? — ок. 1485)
- Станислав Кмита (ок. 1450—1511), воевода русский
- Анджей Кмита (? — 1493/1494), староста белзский
- Барбара Кмита, жена Яна Войтиского.